# Star Star
Star Star är ett amerikanskt punk/glamrock-band, baserat i New York och Aten.

## Biografi

### Början: 1986-1992
Basisten Weeds och sångaren/gitarristen Johnnie Holliday växte upp tillsammans i New York och beslöt sig redan som unga (i början av 1980-talet) att åka ner till Los Angeles för att pröva lyckan som musiker. 
I LA startade de bandet Star Star, tillsammans med sångerskan Carol Marrujo, trummisen Chris Madl och ledgitarristen Mickey Mess. Bandet spelade en tid tillsammans och hann också spela in några låtar för en debutskiva. Men stridigheter med Marrujo ledde till att Holliday och Weeds packade väskorna och återvände till NY 1988. 
Här spelade ett nytt band in skivan Go Go Girls in Love 1989, en något stökig skiva med några LA-låtar och vissa medlemsbyten under inspelningarna. Strax efter att skivan var inspelad slöt sig Jay Hening till på gitarr och Deon Molyneux på trummor, så att den första stadiga uppställningen Holliday-Weeds-Hening-Molyneux var klar. Bandet turnerade i USA under 1990. 
Uppskattade konserter och den amatörmässigt producerade skivan lyckades fånga Roadrunner Records intresse och bandet fick efter många års försök ett kontrakt med ett seriöst skivbolag. Skivan The Love Drag Years spelades in med topproducenter som arbetat med bland annat Blondie, Go Go’s, The Runaways och Judas Priest. Efter en nio månader lång inspelning släpptes skivan år 1992 för entusiastiska kritiker både i USA och Europa. Men efter lovande turnéer på båda kontinenterna rann energin ut i sanden.

### Svackan: 1993-1999
1993 och 1994 spelade Star Star bara sporadiska konserter i USA. Johnnie Holliday åkte plötsligt till Los Angeles för att skriva nytt material, men det slutade med att han latade sig i Paris hela vintern. Jay Hening arbetade i stället med Michael Monroe (ex-Hanoi Rocks)och hade en relativt framgångsrik period med bandet Demolition 23. Också det projektet sjönk ihop för hans del, då det visade sig att han inte kunde följa med på Europaturnén på grund av problem med passet, så han blev kickad. 
I slutet av 1995 råkade Holliday i en allvarlig bilolycka i Grekland, vilket definitivt satte stopp för eventuella planer på nya skivor eller turnéer. För nästa år lyckades en fullskalig turné i Europa bokas, men Holliday var tvungen att genomgå två stora operationer och kunde trots det fortfarande inte turnera. Turnén avbokades. Framtiden mörknade ytterligare när gitarristen Jay Hening 1997 tog sitt eget liv och trummisen Deon Molyneux 1999 dog i cancer. 

### Comebacken: 1999-
Trots alla motgångar, vägrade Star Star att dö. Holliday och Weeds rekryterade två nya musiker när Johnnie äntligen kommit på benen 1999. Jak Kennedy tog över på trummor och Vice Colton på gitarr. Bandet började tillbringa allt mer tid i Aten, spelade in ny musik och började ånyo turnera. Men trots de goda intentionerna höll inte heller den här uppsättningen. Jak och Vice stack i början av 2000-talet. 
Holliday beslöt att ensam sköta gitarrplinkandet och rekryterade Chris Jones på trummor. Bandet utökades ytterligare med två bakgrundssångerskor som går under namnet The Trashettes. Egentligen heter de Vasiliki Rorri och Mary Voltera. I dag turnerar Star Star mer eller mindre aktivt. Sedan maj 2005 har bandet utlovat liveskivan The Rock Trash Au Go Go Show, men än så länge har den inte släppts. 

## Medlemmar
1986-1988
- Carol Marrujo – sång
- Mickey Mess – gitarr
- Johnnie Holliday – gitarr
- Weeds – bas
- Chris Madl – trummor

1988-1989
- Johnnie Holliday – sång, gitarr
- Kane Dailey – gitarr
- Weeds – bas
- Darcy Drash – trummor

1989-1997
- Johnnie Holliday – sång, gitarr
- Jay Hening – gitarr
- Weeds – bas
- Deon Molyneux – trummor

1999-2003
- Johnnie Holliday – sång, gitarr
- Vice Colton – sång, gitarr
- Weeds – bas
- Jak Kennedy – trummor

2003-
- Johnnie Holliday – sång, gitarr
- Weeds – bas
- Chris Jones – trummor
- Vasiliki Rorri – bakgrundssång
- Mary Voltera – bakgrundssång

## Diskografi
- Go Go Girls In Love (1989)
- The Love Drag Years (1992)
- The Rock Trash Au Go Go Show (utlovad till 2007)